# Прамет
Прамет (нем. Pramet) — община (нем. Gemeinde) в Австрии, в федеральной земле Верхняя Австрия. 
Входит в состав округа Рид-им-Иннкрайс.  Население составляет 977 человек (на 31 декабря 2005 года). Занимает площадь 13,95 км². Официальный код  —  41 223.

## Политическая ситуация
Бургомистр общины — Йозеф Хёрмандингер (АНП) по результатам выборов 2003 года.
Совет представителей общины (нем. Gemeinderat) состоит из 13 мест.
- АНП занимает 6 мест.
- СДПА занимает 4 места.
- АПС занимает 3 места.